# 桐生隆司
桐生 隆司（きりゅう たかし、1975年6月20日 - ）は、日本の実業家。スクウェア・エニックス・ホールディングス、スクウェア・エニックス等の代表取締役社長。

## 略歴
神奈川県二宮町出身。神奈川県立湘南高校を経て、1998年、慶應義塾大学商学部卒業。マサチューセッツ工科大学経営大学院MBA修了。
- 1998年4月、電通入社[1][4][5]。
- 2020年6月、株式会社スクウェア・エニックス・ホールディングス入社[1][2][4][5][6]、同社グループ経営推進部長[1][2][3][4][5]。
- 2021年4月、株式会社スクウェア・エニックス・ホールディングス最高戦略責任者 執行役員グループ経営企画部・グループ広報室担当、株式会社スクウェア・エニックス執行役員[1][2][3]
- 2022年1月、SQUARE ENIX (China) CO., LTD.董事長[1][2][3][4][5]
- 2022年5月、株式会社スクウェア・エニックス取締役[1][2][3]
- 2022年6月、株式会社スクウェア・エニックス・ホールディングス取締役[1][2][3][5]
- 2022年7月、株式会社スクウェア・エニックス・ホールディングス執行役員グループ財務戦略室担当[1][3]

## 人物
- 『ドラゴンクエストV 天空の花嫁』における結婚イベントを巡る「ビアンカ・フローラ論争」について株主総会で聞かれた際には、「ビアンカは快活、フローラはおとなしい、という特性から、自分はビアンカ派である」と回答[7]。
- 『ファイナルファンタジーXIV』もプレイしており、同作の新情報を発表する生放送に、私物である同作の特別限定モデルのエレキギターを持参した[8]。